# Rocher de la Perle
Pour les articles homonymes, voir Diamant (homonymie).
Le rocher de la Perle , appelé localement îlet la Perle, est un îlot inhabité de la mer des Caraïbes. Situé près de la côte occidentale de la Martinique, il appartient administrativement à la commune de Le Prêcheur.

## Géographie
Situé à 2 800 m du rivage, en face de l'Anse Couleuvre, ce rocher, culminant à 38 m, est  d'origine volcanique (neck). Il est connu des adeptes de la plongée sous-marine qui, dans ses eaux très claires, viennent admirer les poissons coralliens : murènes, congres, poissons-pierres, poissons-écureuils,  poissons-perroquets, beauclaires, mérous, petits poissons pélagiques etc, et d'autres espèces : sorbes, loches, barracudas, balistes bleus, etc.